# دستنامه پرندگان جهان
دستنامه پرندگان جهان (HBW) یک مجموعه چندجلدی است که توسط انتشارات اسپانیایی لینکس ادیسیونس (Lynx Edicions) با مشارکت انجمن جهانی پرندگان تولید شده‌است. این نخستین کتاب راهنما است که همه گونه‌های زنده پرندگان را پوشش می‌دهد. این مجموعه توسط جوزپ دل هویو، اندرو الیوت، جوردی سارگاتال و دیوید آ. کریستی ویرایش شده‌است.
تمام ۱۶ جلد منتشر شده‌است. برای نخستین بار، یک رده جانوری تمام گونه‌ها را در یک اثر به‌طور کامل نشان می‌دهد و به آنها پرداخته می‌شود. چنین کاری در گذشته برای هیچ گروه دیگری در قلمرو جانوران انجام نشده بود.
جلدهای جداگانه بزرگ هستند و ابعاد آن ۳۲ در ۲۵ سانتیمتر (۱۲٫۶ در ۹٫۸ اینچ) و وزن بین ۴ و ۴٫۶ کیلوگرم (۸٫۸ و ۱۰٫۱ پوند)؛ در یک بررسی اظهار شده‌است که «کتاب بالابر کامیونی» عنوان مناسب‌تری خواهد بود.
وبگاه Handbook of the Birds of the World Alive همچنین دسترسی رایگان به «کلید نام‌های علمی در پرنده‌شناسی» را فراهم می‌کند.

## جلدهای منتشرشده
- جلد ۱: شترمرغ تا مرغابی‌ها
- جلد ۲: لاشخورهای جهان جدید تا مرغ گینه
- جلد ۳: هوآتزین تا ماهی‌گیرکها
- جلد ۴: باقرقره‌ها تا کوکوها
- جلد ۵: جغدهای انبار تا مرغ‌های مگس
- جلد ۶: موش‌مرغ‌ها تا نوک‌شاخ‌ها
- جلد ۷: جاکامارها تا دارکوب‌ها
- جلد ۸: پهن‌نوک‌ها تا تاپاکولوس
- جلد ۹: فرخنده‌ها تا پیپت‌ها و دم‌جنبانک‌ها
- جلد ۱۰: کوکوسنگ‌چشم‌ها تا توکاها
- جلد ۱۱: مگس گیرهای جهان قدیم تا سسک‌های جهان قدیم
- جلد ۱۲: پیکاتارتس تا چرخ‌ریسک‌ها
- جلد ۱۳: چرخ‌ریسک‌های بلوطی تا سنگ‌چشم‌ها
- جلد ۱۴: سنگ‌چشم‌های بوته‌ای تا گنجشک‌های جهان قدیم
- جلد ۱۵: بافنده‌ها تا سسک‌های جهان جدید
- جلد ۱۶: کاردینال‌ها تا پرندگان سیاه جهان جدید
- جلد ویژه: گونه‌های جدید و شاخص جهانی